# Slovenska Bistrica (plaats)
Slovenska Bistrica (Duits: Windisch-Feistritz) is de hoofdstad van de gelijknamige Sloveense gemeente, die ten zuiden van Maribor in de regio Podravska ligt.

## Beschrijving
De stad Slovenska Bistrica ontstond in de dertiende eeuw aan een handelsweg tussen Maribor en Celje. Hoewel het aanvankelijk een kleine nederzetting was, met slechts één kerk en een gering aantal inwoners, verkreeg Slovenska Bistrica in 1313 marktrechten. Oorspronkelijk werd de plaats Bistrica genoemd. De tegenwoordige naam Slovenska Bistrica wordt sinds 1565 gebruikt.
De moderne stad Slovenska Bistrica telt 8.219 inwoners (1 januari 2020). De plaats ontwikkelt zich in toenemende mate tot een forensenplaats, die gericht is op de minder dan een uur verwijderde hoofdstad Ljubljana. Tot de bezienswaardigheden van de stad behoren een kasteel, twee kerken, een Romeinse weg en het eveneens uit de Romeinse tijd daterende Ančnikovofort. Ook is Slovenska Bistrica een uitvalsplaats voor tochten naar de nabijgelegen 978 meter hoge Boč, het centrum van een populair wandelgebied.

## Geboren
- Kaja Korošec (2001), voetbalster

## Afbeeldingen

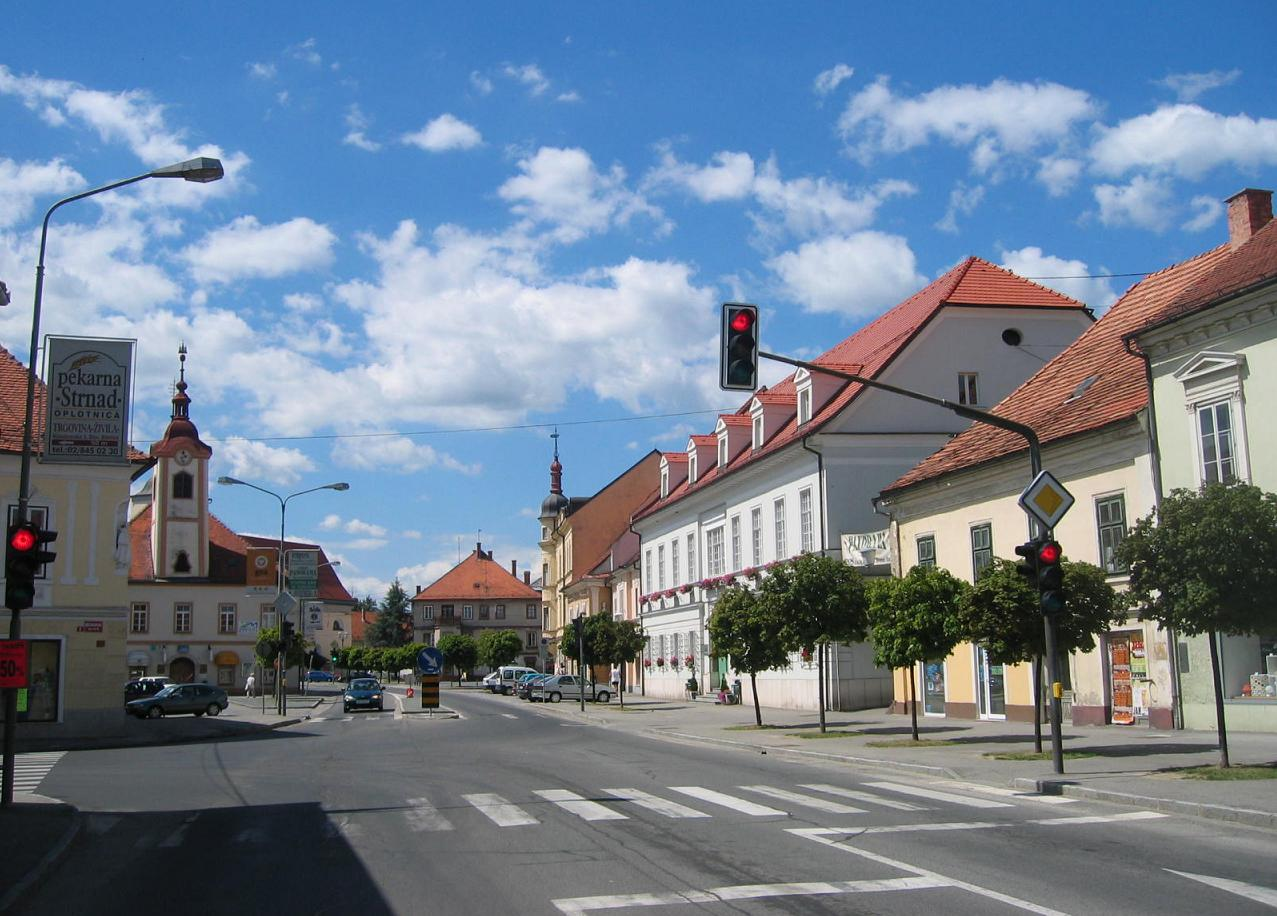
Slovenska Bistrica, stadscentrum (2006)
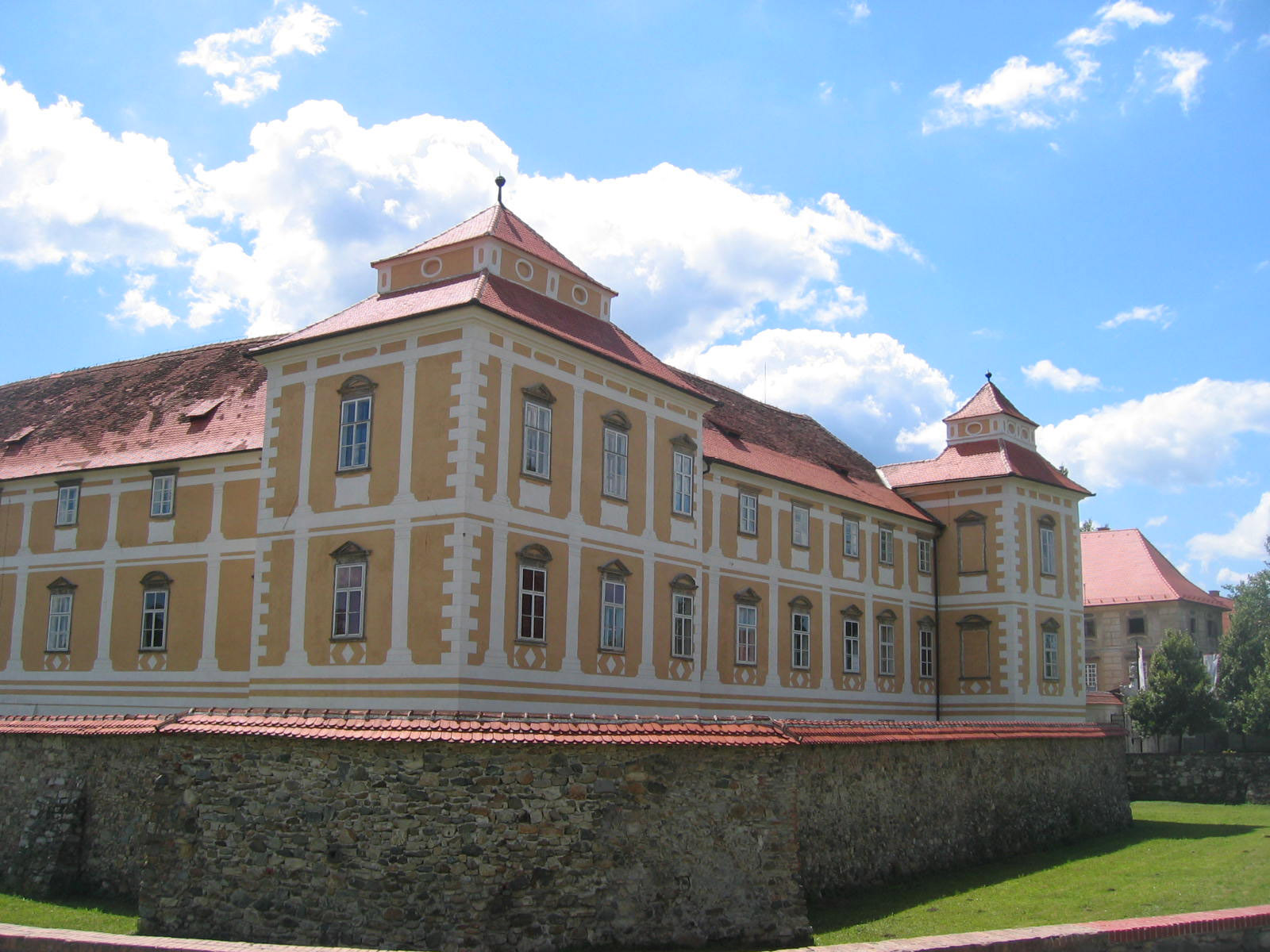
Slovenska Bistrica, kasteel (2006)